# Hamarøy
68°5′5″N 15°36′32″Ø / 68.08472°N 15.60889°Ø
Hamarøy (samisk Habmer) er en kommune i Nordland fylke i Norge. Den grænser i øst til Tysfjord, i syd til Sørfold, og i vest til Steigen.   I forbindelse med Kommunereformen i Norge 1. januar 2020 blev den sydlige del af den da nedlagte   Tysfjord kommune lagt til Hamarøy kommune.
Hamarøy er kendt som Knut Hamsuns hjemsted. Kommunen har lidt under 2000 indbyggere. Kommunens center ligger i Oppeid, og her findes blandt andet kommuneadministrationen, butikker, bank og postkontor.

## Elve, fjorde, fjelde og søer
- Glimma – fjordarm med kraftig tidevandsstrøm.
- Fjerdvatnet
- Strindvatnet

## Byer og bebyggelser
- Oppeid- Oppeid bliver regnet som kommunecentret i Hamarøy kommune, her ligger kommunehuset og flere kommunale tjenester. Kommunens videregående skole, Knut Hamsun VGS ligger også her.
- Skutvik – færgested med overfart til Svolvær.
- Tranøy – gammelt handelssted. Tranøy fyr.
- Innhavet
- Ulvsvåg

### Tusenårssted
Hamarøy kommunes tusenårssted er Skogheimgården som Marie og Knut Hamsun drev  fra  1911 til 1917. Gården ligger i Oppeid i Hamarøy. 

## Kirker
Hamarøy kirke er  bygget i 1974 i beton med 300 pladser på Presteid. Samme sted har der tidligere ligget flere kirker. Forrige kirke blev flyttet til Karlsøy gård i Sagfjord. Altertavlen i Sagfjord kirke kommer fra forrige kirke på Presteid.

## Seværdigheder
- Salten Museum – Hamarøy Bygdetun Arkiveret 10. juni 2007 hos  Wayback Machine
- Salten Museum – Hamsuns barndomshjem Arkiveret 10. juni 2007 hos  Wayback Machine